# 뮤직 Plus
뮤직 Plus는 대한민국의 방송국인 KBS대전방송총국 라디오 채널 KBS대전 음악FM에서 매일 오후 5시부터 저녁 6시까지 방송했던 대전·충남 지역의 클래식 전문 라디오 프로그램이다.

## DJ
- 손지화 아나운서 (여)

## 기획 의도
- <뮤직 플러스>는 다양한 클래식 음악들을 함께 할 수 있는 공간입니다 <뮤직 플러스>에 여러분의 마음을 플러스 해주세요~

## 요일별 코너
- 월 <음악노트를 펼치며> : 음악가의 인생 이야기와 희로애락이 배어있는 연주를 들어보는 시간
- 화 <테마 갤러리> : 한 가지 테마를 가지고 그림처럼 아름다운 하모니를 들어보는 시간
- 수 <한 주간의 공연 프리뷰> : 한 주 동안 우리 지역에서 펼쳐지는 다양한 공연계 소식을 만나보는 시간
- 목 <클래식 오딧세이> : 목원대학교 최우혁 교수와 함께 하는 클래식 탐험
- 금 <톡! 톡! 클래식> : 호서대학교 오이돈 교수와 함께 하는 클래식 A TO Z
- 토 <세기의 마에스토로를 만나다> : 김석구 지휘자와 함께 하는 마에스트로와의 재미있는 만남
- 일 <아름다운 당신에게> : 청취자 여러분의 사연을 소개하고 신청곡을 함께 하는 시간

## 같이 보기
- KBS대전방송총국
- KBS대전 음악FM
- 흥겨운 한마당

| KBS대전 음악FM            |                          |                   |
| 이전                      | 뮤직 Plus                | 다음              |
| 배유선의 음악이 있는 곳에 | 뮤직 Plus                | 세상의 모든 음악  |
| 오후 4시 ~ 오후 5시       | 오후 5시 ~ 저녁 6시      | 저녁 6시 ~ 밤 8시 |
| 대전·세종·충남 지역 방송  | 대전·세종·충남 지역 방송 | 전국방송          |